# Lambda Aurigae
Lambda Aurigae (λ Aur / 15 Aurigae / HD 34411) es una estrella en la constelación de Auriga de magnitud aparente +4,70.
Sin nombre propio habitual, el astrónomo persa del siglo XIII Zakariya al-Qazwini la menciona como Al Ḣibāʽ, «la tienda» —entendiéndose como vivienda—.
Está situada a 41,2 años luz de distancia del sistema solar.
Lambda Aurigae está clasificada como enana amarilla o posible subgigante de tipo espectral G1.5IV-V.
Tiene una temperatura superficial de 5889 K —5838 K según otra fuente— y una luminosidad un 75% mayor que la luminosidad solar.
Su diámetro es un 30% más grande que el del Sol y su masa es un 7% mayor que la masa solar.
Gira sobre sí misma con una velocidad de rotación proyectada de 2,5 km/s, implicando un período de rotación de 26 días como máximo.
No presenta actividad magnética, lo que puede ser consecuencia de su avanzada edad.
No existe consenso en cuanto a su edad, que puede estar comprendida entre los 3715 y los 6200 millones de años; considerando esta última cifra como la más probable, se puede considerar a Lambda Aurigae como un análogo solar que en breve abandonará la secuencia principal una vez haya finalizado la fusión nuclear de su hidrógeno interno.
Lambda Aurigae muestra una metalicidad algo mayor que la solar ([Fe/H] = +0,11).
Los contenidos relativos de otros elementos químicos como sodio, magnesio, aluminio o silicio son superiores en ~ 25% a los existentes en el Sol.
Visualmente separadas entre 76 y 310 segundos de arco de Lambda Aurigae, se pueden observar hasta cuatro estrellas que en el pasado se pensó que podían estar físicamente ligadas a ella. 
No obstante, su movimiento indica que no es así y que sencillamente se encuentran a distinta distancia en la misma línea de visión.